# Turanoceratops tardabilis
Turanoceratops tardabilis es la única especie conocida del género extinto  Turanoceratops  (“cara con cuerno de Turania”) de dinosaurio cerapodo ceratópsido, que vivió a finales del período Cretácico, hace aproximadamente 90 millones de años, en el Turoniense, en lo que hoy es Asia. El cráneo tenía un par de cuernos largos en las cejas como los que se ven en Ceratopsidae, aunque Turanoceratops parece haber sido una transición entre los ceratópsidos y ceratopsianos anteriores, y no un ceratópsido en sí.

## Descripción

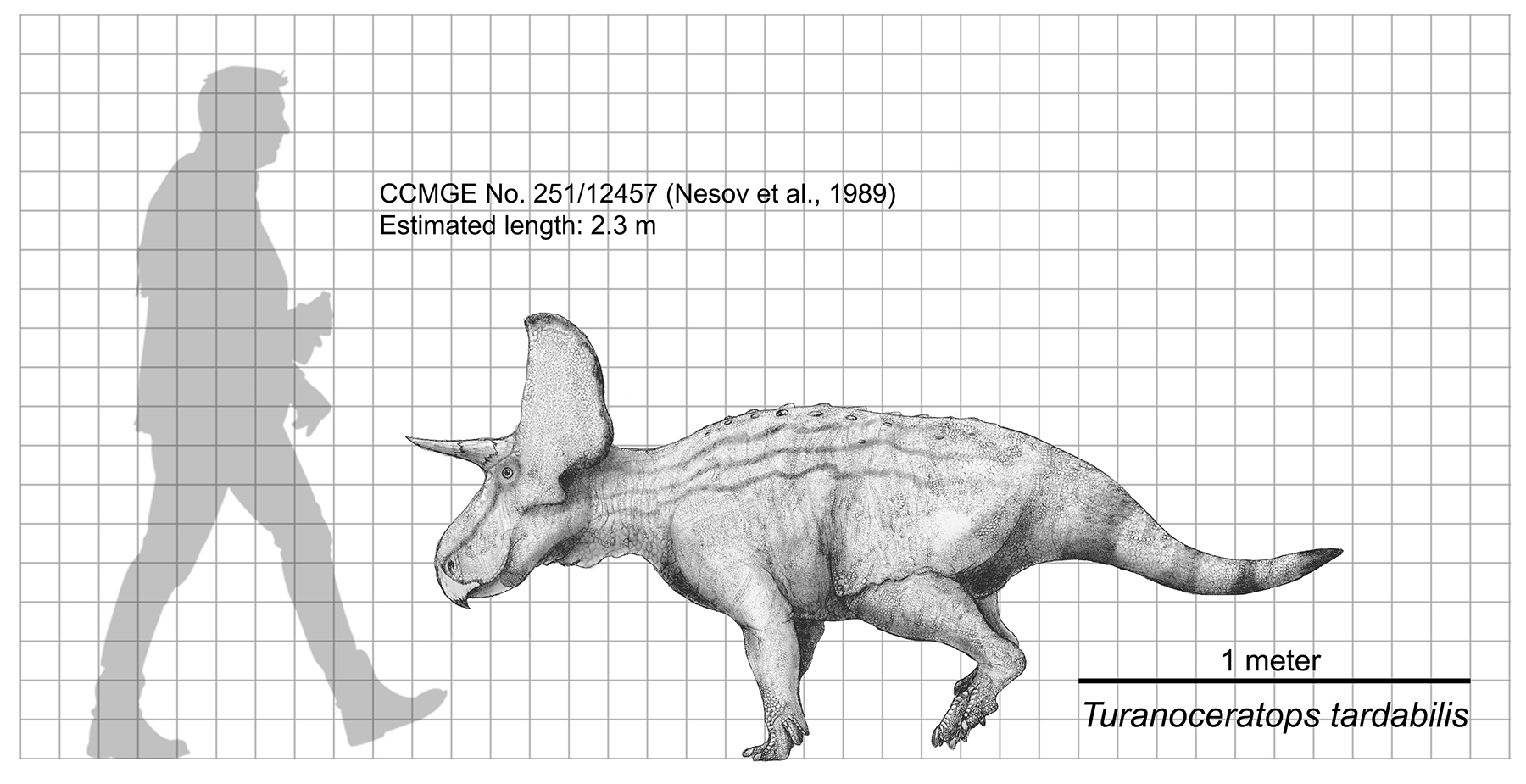
Tamaño de Turanoceratops tardabilis comparado con un humano.

Turanoceratops era un animal relativamente pequeño. En 2010, Gregory S. Paul estimó su longitud en 2 metros y su peso en 175 kilogramos. Sues en 2009 determinó algunos rasgos típicamente basales, que indican una posición más baja en el árbol evolutivo, y algunos rasgos más derivados, que muestran una posición más alta. Los rasgos basales son las crestas secundarias de desarrollo variable en las coronas de los dientes y la posesión de solo dos o tres dientes por posición dental. Los rasgos derivados, en relación con los Zuniceratops más basales, son el aumento del número de dientes a dos o tres y la posesión de dos raíces por diente. Los rasgos derivados más generales son la exclusión del hueso frontal del borde superior de la cuenca del ojo y la presencia de cavidades incipientes en el techo del cráneo. Turanoceratops, como todos los ceratopsianos, era un herbívoro. Durante el Cretácico, las plantas con flores estaban "geográficamente limitadas en el territorio", y es muy probable que este dinosaurio se alimentara de las plantas predominantes en esa era, helechos, cycas y coníferas. Habría utilizado su pico agudo para arrancar con los dientes las hojas o agujas.

## Descubrimiento e investigación
Encontrado en Kyzyl Kum Central, Desierto de Dzharakuduk, Plataforma de Turania en Uzbekistán. El holotipo consta de un maxilar izquierdo con los dientes, cuerno nasal, predentario, parital parcial, escamoso, base del cráneo, vértebras parciales y probablemente la porción distal de la escápula. Turanoceratops un neoceratosauriano pequeño que proporciona evidencia importante que la aparición de los maxilares doblemente arraigados y los dientes predentarios aparecieron antes en los ceratopsianos de Asia que en los de Norteamérica. Desde la década de 1920 en adelante, los científicos soviéticos descubrieron fragmentos de fósiles cerca de Dzharakuduk en el distrito de Navoi Viloyat , lo que los llevó a la conclusión de que algún ceratópsido debe haber estado presente. En 1988, el paleontólogo Lev Aleksandrovich Nesov basándose en estos publicó el nombre Turanoceratops tardabilis, El nombre genérico es una combinación de Turan, un antiguo nombre persa para Turkestan , la región general de los hallazgos, y ~ceratops, "cara con cuernos", un sufijo habitual en los nombres ceratópicos. El nombre de la especie significa "retraso" en latín , en referencia a la investigación prolongada.
El holotipo, CCMGE No. 251/12457, consiste en un maxilar izquierdo dañado , el hueso de la mandíbula superior con dientes. Se han mencionado otros fósiles, pero más tarde se demostró que algunos de estos pertenecían a otros tipos de dinosaurios. Se demostró que una caja craneal, por ejemplo, espécimen CCGME 628/12457, era de un saurópodo , mientras que el supuesto material de volante en realidad representaba placas de armadura de anquilosaurio. El material auténtico incluye postorbitales con núcleos de astas de cejas, dientes, un depredador y elementos de extremidades. En 2004, Peter Dodson lo consideró un nomen dubium, pero en 2009 Hans-Dieter Sues concluyó que era un taxón válido..

## Clasificación
Turanoceratops pertenece a Ceratopsia, un grupo de dinosaurios herbívoros con pico de loro que vivierno en Asia y Norteamérica durante el periodo Cretácico, hasta el final de la era de los dinosaurios.  Un estudio de 2009 liderado por Hans-Dieter Sues en el que analiza material adicional de Turanoceratops concluyó que, contrariamente a lo esperado, representa un verdadero miembro de la familia Ceratopsidae. Si esto es correcto, representaba al único ceratópsido de Asia ya que aún no se había dado a conocer otro miembro de la familia de Asia, el Sinoceratops, todos los otros miembros de esta familia pertenecían a Norteamérica. Algunos científicos, como Andrew Farke, no están de acuerdo con lo presentado por Sues. Farke et al. en un análisis filogenético de los nuevos restos de Turanoceratops encontraron que es un cercano pariente de los Ceratopsidae pero no miembro de este clado. Sues y Alexander Averianov criticaron ese análisis, afirmando que Farke et al. malinterpretaron o codificaron mal algunas características del fósil en su análisis.  Sin embargo, Xu et al. en 2010 realizaron un análisis filogenético y concluyeron que Turanoceratops era más derivado que Zuniceratops y estaba fuera de Ceratopsidae, porque carece de varias sinapomorfias importantes de este grupo.